# 連邦緊急救済局
連邦緊急救済局 (れんぽうきんきゅうきゅうさいきょく、Federal Emergency Relief Administration、略称FERA) は、もともと1932年にハーバート・フーヴァー大統領が設置した"緊急救済局"に、後任のルーズベルト政権がつけた新しい名前。1933年5月22日に成立した連邦緊急救済法(Federal Emergency Relief Act)の結果として創立された。連邦緊急救済法はニューディール政策の下での最初の救援活動で、ニューヨークのソーシャルワーカーでフランクリン・ルーズベルトの影響力のあるアドバイザーの一人、ハリー・ホプキンス(w:Harry Hopkins)が主導した。
FERAの主な目的は、成人の失業の軽減だった。その達成のため、FERAは州に援助金を提供した。1933年5月から1935年12月までそれは続けられ、州や地方自治体のプロジェクトに31億ドル(米ドル)を与えた。2000万人以上に仕事を供給し、アメリカ中の公有地上の設備を発展させた。その後に来る1933年冬から1934年の継続した高い失業率と公共の福祉に対する懸念に直面し、FERAは民間土木工事局(w:Civil Works Administration, CWA)を設立。短期間に4億米ドルを投資して職を作った。1935年までこの投資は続けられ、その後は公共事業促進局(w:Works Progress Administration, WPA)と社会保障局(w:Social Security Board)によって引き継がれてFERAは終了した。